# Coppa CEMAC
La Coppa CEMAC (per esteso Coppa della Communauté economique et monétaire de l'Afrique centrale) è stata una competizione calcistica riservata ad alcune squadre nazionali facenti parte dell'Unione delle Federazioni Calcistiche dell'Africa Centrale che aderivano alla CEMAC (precedentemente conosciuta come UDEAC): Camerun (che in questa competizione ha sempre schierato una formazione amatoriale), Ciad, Gabon, Guinea Equatoriale, Rep. Centrafricana e Rep. del Congo.
Si sono svolte nove edizioni tra il 2003 ed il 2014. Le medesime nazionali avevano dato vita ad una competizione molto simile a questa tra il 1984 e il 1990, ma sotto la denominazione di Coppa UDEAC.

## Albo d'oro
| Vittorie | Nazione            | Anni             |
| -------- | ------------------ | ---------------- |
| 3        | Camerun            | 2003, 2005, 2008 |
| 2        | Rep. del Congo     | 2007, 2010       |
| 1        | Ciad               | 2014             |
| 1        | Gabon              | 2013             |
| 1        | Rep. Centrafricana | 2009             |
| 1        | Guinea Equatoriale | 2006             |

## Edizioni
| Anno          | Paese Ospitante    |                    | Finale            | Finale             | Finale             | Finale per il terzo posto | Finale per il terzo posto | Finale per il terzo posto |
| Anno          | Paese Ospitante    | Campione           | Risultato         | 2º posto           | 3º posto           | Risultato                 | 4º posto                  |                           |
| 2003 Dettagli | Rep. del Congo     | Camerun            | 3 - 2             | Rep. Centrafricana | Rep. del Congo     | 1 - 0                     | Gabon                     |                           |
| 2005 Dettagli | Gabon              | Camerun            | 1 - 0             | Ciad               | Gabon              | 2 - 1                     | Rep. del Congo            |                           |
| 2006 Dettagli | Guinea Equatoriale | Guinea Equatoriale | 1 - 1 4 - 2 (dtr) | Camerun            | Gabon              | 2 - 2 7 - 6 (dtr)         | Ciad                      |                           |
| 2007 Dettagli | Ciad               | Rep. del Congo     | 1 - 0             | Gabon              | Ciad               | 1 - 0                     | Rep. Centrafricana        |                           |
| 2008 Dettagli | Camerun            | Camerun            | 3 - 0             | Rep. del Congo     | Rep. Centrafricana | 2 - 0                     | Ciad                      |                           |
| 2009 Dettagli | Rep. Centrafricana | Rep. Centrafricana | 3 - 0             | Guinea Equatoriale | Ciad               | 2 - 1                     | Gabon                     |                           |
| 2010 Dettagli | Rep. del Congo     | Rep. del Congo     | 1 - 1 9 - 8 (dtr) | Camerun            | Rep. Centrafricana | 3 - 2                     | Ciad                      |                           |
| 2011          | Gabon              | Annullata          | Annullata         | Annullata          | Annullata          | Annullata                 | Annullata                 |                           |
| 2013 Dettagli | Gabon              | Gabon              | 2 - 0             | Rep. Centrafricana | Rep. del Congo     | 3 - 2                     | Camerun                   |                           |
| 2014 Dettagli | Guinea Equatoriale | Ciad               | 3 - 2             | Rep. del Congo     | Camerun            | 0 - 0 7 - 6 (dtr)         | Guinea Equatoriale        |                           |

## Piazzamenti
| Squadra            | 1º | 2º | 3º | 4º |
| Camerun            | 3  | 2  | 1  | 1  |
| Rep. del Congo     | 2  | 2  | 2  | 1  |
| Rep. Centrafricana | 1  | 2  | 2  | 1  |
| Ciad               | 1  | 1  | 2  | 3  |
| Gabon              | 1  | 1  | 2  | 2  |
| Guinea Equatoriale | 1  | 1  | 0  | 1  |

## Partecipazioni e prestazioni nelle fasi finali
| Nazionale            | Coppa CEMAC | Coppa CEMAC | Coppa CEMAC | Coppa CEMAC | Coppa CEMAC | Coppa CEMAC | Coppa CEMAC | Coppa CEMAC | Coppa CEMAC | Partecip. | Vittorie |
| Nazionale            | 2003        | 2005        | 2006        | 2007        | 2008        | 2009        | 2010        | 2013        | 2014        | Partecip. | Vittorie |
| -------------------- | ----------- | ----------- | ----------- | ----------- | ----------- | ----------- | ----------- | ----------- | ----------- | --------- | -------- |
| Camerun              | 1°          | 1°          | 2°          | 1T          | 1°          | 1T          | 2°          | 4°          | 3°          | 9         | 3        |
| Rep. del Congo       | 3°          | 4°          | 2°          | 1°          | 2°          | 1T          | 1°          | 3°          | 2°          | 9         | 2        |
| Rep. Centrafricana   | 2°          | 1T          | 3°          | 4°          | 3°          | 1°          | 3°          | 2°          | 1T          | 9         | 1        |
| Gabon                | 4°          | 3°          | 3°          | 2°          | 1T          | 4°          | 1T          | 1°          | 1T          | 9         | 1        |
| Ciad                 | R           | 2°          | 4°          | 3°          | 4°          | 3°          | 4°          | 1T          | 1°          | 9         | 1        |
| Guinea Equatoriale   | R           | 1T          | 1°          | 1T          | 1T          | 2°          | 1T          | 1T          | 4°          | 9         | 1        |
| Squadre partecipanti | 6           | 6           | 6           | 6           | 6           | 6           | 6           | 6           | 6           | Edizioni  | 9        |

Legenda: 1° = Primo classificato, 2° = Secondo classificato, 3° = Terzo classificato, 4° = Quarto classificato, 1T = Eliminato al primo turno, R = Ritirato

## Nazioni ospitanti
| Edizioni | Nazione            | Anno/i     |
| -------- | ------------------ | ---------- |
| 2        | Rep. del Congo     | 2003, 2010 |
| 2        | Gabon              | 2005, 2013 |
| 2        | Guinea Equatoriale | 2006, 2014 |
| 1        | Ciad               | 2007       |
| 1        | Camerun            | 2008       |
| 1        | Rep. Centrafricana | 2009       |

## Esordienti
| Anno             | Paese ospitante   | Nazionali esordienti                                                         |
| ---------------- | ----------------- | ---------------------------------------------------------------------------- |
| 2003             | Congo-Brazzaville | Camerun, Ciad, Gabon, Guinea Equatoriale, Rep. Centrafricana, Rep. del Congo |
| Dal 2005 al 2014 | Dal 2005 al 2014  | Nessuna squadra esordiente                                                   |